# Saxifraga babiana
Saxifraga babiana là một loài thực vật có hoa trong họ Saxifragaceae. Loài này được T.E.Díaz & Fern.Prieto miêu tả khoa học đầu tiên năm 1982.